# 千佛塔寺
千佛塔寺，位于梅州市梅江区东山大东岩山顶，是千佛塔的塔寺。